# Witold Iwicki
Witold Iwicki herbu Paprzyca (ur. 19 maja 1884 w Wilnie, zm. 22 stycznia 1943 w Janowie Poleskim) – polski ksiądz katolicki, działacz oświatowy, rektor Wyższego Seminarium Duchownego w Pińsku, wikariusz generalny diecezji pińskiej, męczennik za wiarę.

## Życiorys
Syn Teofila Bronisława Iwickiego (powstańca z 1863 roku) i Celiny Antoniny z Białłozorów herbu Wieniawa. Po ukończeniu gimnazjum w Wilnie, w 1902 roku wstąpił do seminarium duchownego w Petersburgu. 
Święcenia kapłańskie otrzymał w 1907 roku. Doktorat z prawa kanonicznego uzyskał w Gregorianum w Rzymie w okresie, gdy za działalność oświatową w Mozyrzu był obłożony zakazem pracy duszpasterskiej, bowiem na skutek skargi wniesionej przez gubernatora mińskiego, prezes Rady Ministrów i minister spraw wewnętrznych, Piotr Stołypin, powołując się na art. 17 ustawy z XI tomu Zbioru Praw, zażądał od metropolity mohylewskiego usunięcia ks. Iwickiego z pełnionych funkcji w Mozyrzu. Od 11 października 1918 do 20 września 1920 roku był proboszczem parafii św. Stanisława, biskupa w Petersburgu. Aresztowany jako zakładnik we wrześniu 1920 roku więziony w Moskwie. Jego proces wywołał szczególny rozgłos. W marcu 1921 roku w drodze wymiany wrócił do Polski. W latach 1925–1926 był pierwszym rektorem Wyższego Seminarium Duchownego w Pińsku, następnie wikariuszem generalnym diecezji pińskiej.
Zamordowany przez Niemców – rozstrzelany w Janowie Poleskim 22 stycznia 1943 roku jako zakładnik po akcji Wachlarza na więzienie w Pińsku. Nie wzięto go jako zakładnika przypadkowo – Iwicki ukrywał Żydów. Nie skorzystał z propozycji uwolnienia w ostatniej chwili, oddając swe życie za innego zakładnika, naczelnika stacji kolejowej w Pińsku.